# Wild Side
Wild Side is een Frans-Brits-Belgische dramatische film uit 2004 in een regie van Sébastien Lifshitz. De film ging in première op het Filmfestival van Berlijn in 2004.

## Verhaal
Stéphanie, een transseksuele prostituee (Stéphanie Michelini), reist naar een mijnwerkersstadje om er haar zieke moeder te gaan verzorgen. Zij wordt vergezeld door haar twee medebewoners, Djamel, een Algerijnse gigolo en een gedeserteerde Russische soldaat, Mikhail. Beide mannen worden verliefd op Stéphanie en zij besluit om met beiden een relatie te beginnen. De tederheid waarmee ze elkaar en Sylvies moeder behandelen, staat in fel in contrast met de flashbacks van hun Parijse leven. Drie eenzame mensen ontmoeten elkaar en ondanks hun chaotisch leven, vinden ze steun in elkaars armen.

## Rolverdeling
| Acteur              | Personage |
| ------------------- | --------- |
| Stéphanie Michelini | Stéphanie |
| Yasmine Belmadi     | Djamel    |
| Edouard Nikitine    | Mikhail   |
| Josiane Stoléru     | moeder    |
| Aurélie Guichard    |           |
| Antony Hegarty      | zanger    |
| Liliane Nataf       |           |
| Christophe Sermet   | Nicolas   |

## Prijzen
In 2004 won Wild Side verschillende prijzen, zoals de Teddy Award op het Filmfestival van Berlijn, de "Speciale Prijs van de Jury" op het filmfestival van Gijón, de "Grote Prijs van de Jury" op "L.A. Outfest" en de "Prijs voor Nieuwe Regisseurs" op het filmfestival van Seattle.